# Мостова (Режівський міський округ)
Мостова́ (рос. Мостовая) — присілок у складі Режівського міського округу Свердловської області.
Населення — 44 особи (2010, 39 у 2002).
Національний склад станом на 2002 рік: росіяни — 95 %.